# Эрцгерцог
Эрцге́рцог (нем. Erzherzog (сокр. Ehzg), полное название — Erzherzog zu Österreich, Archidux Austriae (сокр. A.A.). старинный русский перевод — архигерцог, традиционный феминитив — эрцгерцогиня) — наследственный титул, официально используемый исключительно членами австрийского монаршего Габсбургского дома. Закреплён Фридрихом III Фон Габсбургом в 1458 году.
В иерархии титулов Германии эпохи средних веков и нового времени эрцгерцог стоит выше герцога, но ниже курфюрста и короля. Этот титул наиболее близок к титулу великий герцог (нем. Großherzog), который, однако, не использовался в Германии до начала XIX века, в отличие от архигерцога, или эрцгерцога.

## История
Титул «эрцгерцог» впервые упомянут в документе «Privilegium Maius», фальшивке, составленной австрийским герцогом Рудольфом IV (1358—1365), в виде компиляции древних привилегий, пожалованных императорами Священной Римской империи австрийским монархам. В «Privilegium Maius» утверждалось, что титул эрцгерцога, возвышающий австрийских правителей над прочими герцогами империи, ввёл император Фридрих I Барбаросса в 1156 году. Введение Рудольфом IV нового титула объяснялось тем фактом, что в Золотой булле 1356 года Карл IV ограничил круг немецких князей, имеющих право выбора императора, семью монархами, не включив в него австрийского герцога.
Новый титул австрийских правителей не признавался императорами, однако уже герцог Эрнст (1406—1424) и его потомки стали его использовать. Впервые титул эрцгерцога был признан императором Фридрихом III из дома Габсбургов. Около 1458 года он даровал этот титул своему младшему брату Альбрехту VI, а в 1477 году — Сигизмунду Тирольскому. После 1482 года титул эрцгерцога стал использовать сын и наследник Фридриха III — будущий император Максимилиан I.
Начиная с XVI века титул эрцгерцога перестал означать исключительно монарха Австрии, а стал использоваться всеми членами династии Габсбургов. В этом смысле он был аналогичен использованию титулов «принц» или «князь» в других королевских домах Европы. Эта практика сохранилась в период Австрийской империи (1804—1867) и во времена Австро-Венгрии (1867—1918).
После ликвидации монархии в Австрии в 1918 году дворянские титулы были упразднены. В Австрийской республике использование титула эрцгерцога считается незаконным. Однако многочисленные потомки Габсбургов, живущие за пределами Австрии, продолжают пользоваться титулом до настоящего времени.

## Известные носители титула
Убийство австрийского эрцгерцога Франца-Фердинанда («Сараевское убийство») послужило отправной точкой развязывания Первой мировой войны в 1914 г.